# Jarosław Rzeszutko
Jarosław Rzeszutko (* 17. Oktober 1986 in Danzig) ist ein polnischer Eishockeyspieler, der seit 2013 beim GKS Tychy in der polnischen Ekstraliga unter Vertrag steht.  

## Karriere

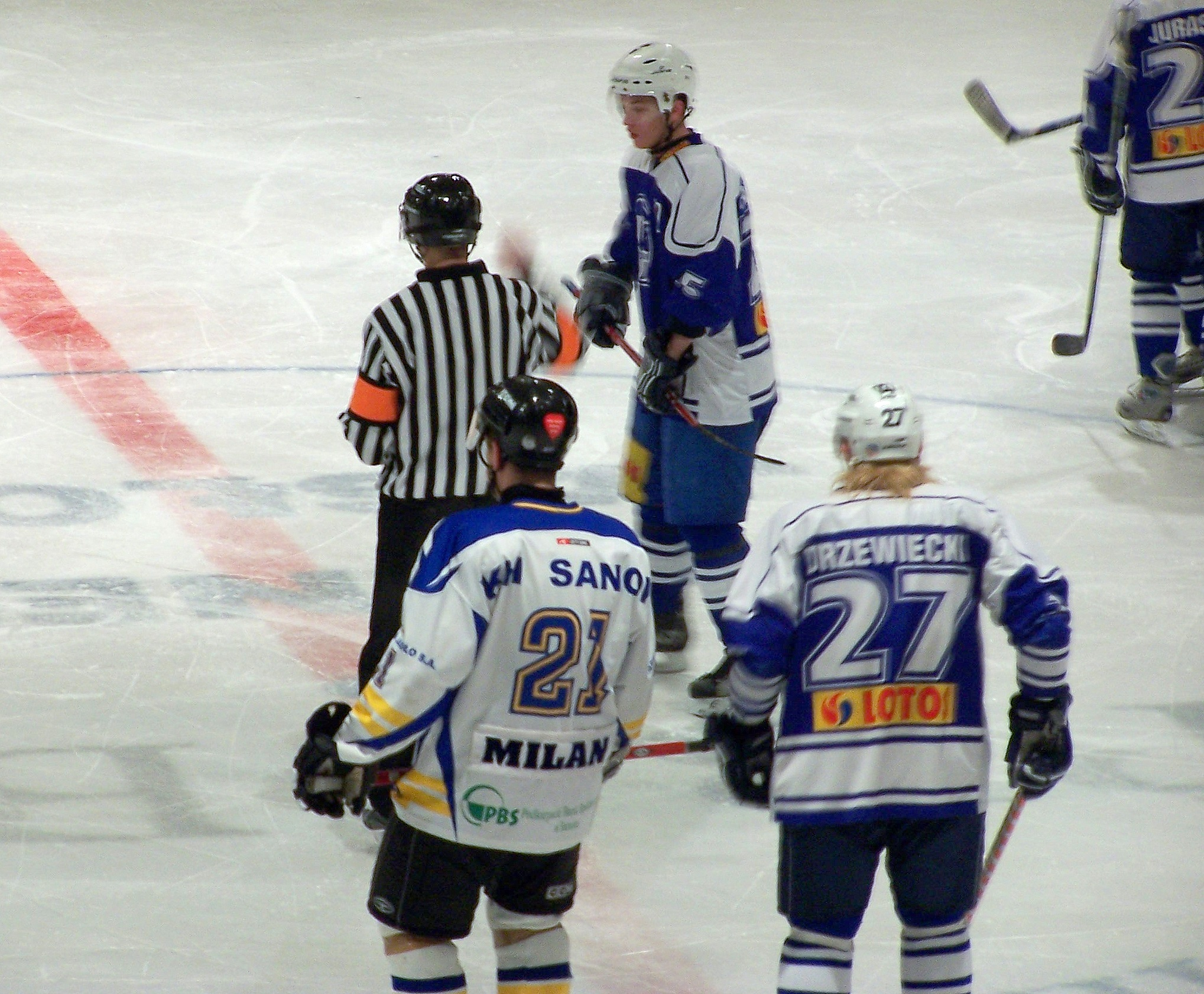
Jarosław Rzeszutko (Bildmitte, Hintergrund) im Trikot von Stoczniowiec Gdańsk (2005)

Jarosław Rzeszutko begann seine Karriere als Eishockeyspieler in seiner Heimatstadt in der Nachwuchsabteilung von Stoczniowiec Gdańsk. Von 2002 bis 2005 besuchte er die Eishockey-Akademie SMS Sosnowiec, für die er in der zweitklassigen I liga aktiv war. Von 2005 bis 2010 stand er für Stoczniowiec in der Ekstraliga, der höchsten polnischen Spielklasse, auf dem Eis. Zur Saison 2010/11 wechselte der Angreifer zu den Newcastle Vipers aus der britischen Elite Ice Hockey League. Die Mannschaft wurde anschließend aus finanziellen Gründen aufgelöst und er schloss sich den Gothiques d’Amiens aus der französischen Ligue Magnus an. Nach nur einem Jahr verließ er das Team aus der Picardie wieder und kehrte nach Polen zurück. Zunächst spielte er auf Leihbasis bei Aksam Unia Oświęcim, bevor es ihn 2013 zum GKS Tychy zog, mit dem er 2014 zwar die Hauptrunde der Ekstraliga gewinnen konnte, aber nach einer verlorenen Endspielserie (2:4-Siege) gegen den KH Sanok nur Vizemeister wurde. 2015 gewann er mit den Schlesiern das Double aus polnischer Meisterschaft und Pokal.

### International
Für Polen nahm Rzeszutko im Juniorenbereich an den U18-Junioren-Weltmeisterschaften der Division I 2003 und 2004 sowie den U20-Junioren-Weltmeisterschaften der Division I 2005 und 2006 teil. Im Seniorenbereich stand er im Aufgebot seines Landes bei den Weltmeisterschaften der Division I 2010 und 2011 und 2012. Zudem vertrat er seine Farben beim Qualifikationsturnier für die Olympischen Winterspiele 2010 in Vancouver.

## Erfolge
- 2015 Polnischer Meister und Pokalsieger mit dem GKS Tychy

## Statistik
(Stand: Ende der Saison 2015/16)